# Nieuw Economisch Mechanisme
Het Nieuw Economisch Mechanisme was een experimentele poging van Andropov om de economie van de Sovjet-Unie nieuw leven in te blazen door te decentraliseren.
Andropov zag in dat de economische stagnatie onder Brezjnev te wijten was aan een gebrek aan innovatie en technologische ontwikkeling in de economie van de Sovjet-Unie. Dit gebrek was volgens Andropov inherent aan het systeem door zijn hiërarchische en logge structuur van besluitvorming.
Andropov probeerde hiervoor een oplossing te vinden en begon met een economisch experiment: het Nieuwe Economische Mechanisme. In de sectoren waar het NEM werd ingevoerd werden de intermediaire niveaus, de bureaucratische ruggengraat van de Sovjet-Unie, verzwakt of geëlimineerd waardoor het laagste niveau, de onderneming, meer autonomie kreeg. De bedoeling was dat een grotere autonomie van de ondernemingen moest leiden tot een snellere technologische ontwikkeling en meer innovatie. Deze zouden dan op zijn beurt leiden tot een grotere efficiëntie en een grotere economische groei.
Na de dood van Andropov, kwam Tsjernenko aan de macht en deze beperkte de economische experimenten van Andropov.
Toen Michail Gorbatsjov in 1985 aan de macht kwam, besloot hij om de structuur van het NEM te veralgemenen tot de hele economie van de Sovjet-Unie. Dit deed hij in het kader van de economische intensivering.